# Hesperevax
Hesperevax es un género de plantas de la familia , Asteraceae. Comprende 5 especies descritas y de estas, solo 3  aceptadas.

## Taxonomía
El género fue descrito por (A. Gray) A.Gray  y publicado en Proceedings of the American Academy of Arts and Sciences 7(2): 356. 1868.

## Especies
A continuación se brinda un listado de las especies del género Hesperevax aceptadas hasta julio de 2012, ordenadas alfabéticamente. Para cada una se indica el nombre binomial seguido del autor, abreviado según las convenciones y usos.
- Hesperevax acaulis (Kellogg) Greene
- Hesperevax caulescens (Benth.) A.Gray
- Hesperevax sparsiflora (A.Gray) Greene